# Santuario Virgen del Rosario de Luque
Santuario Nuestra Señora del Rosario de Luque o Iglesia Virgen del Rosario de Luque, es el principal templo católico de la ciudad de Luque, se encuentra en el centro de la ciudad de Luque, Paraguay. 

## Historia
En el año 1743 el convento de San Francisco obtuvo una donación por testamento de Don Miguel de Luque, pariente de Antón de Luque, fundador de la ciudad. En el año 1750 se erigió una capilla bajo el nombre de Virgen de Rosario, a cargo del Convento de San Francisco. Ese fue el origen de la edificación actual que contaba con torres hechas en maderos y en 1839 fue sustituido por materiales cocidos. El convento de San Francisco pertenencia a una capilla bajo la advocación de Virgen del Rosario, de ahí, la capilla erigida entonces da origen de la iglesia actual.
En 1920 por decreto de la diócesis, fue nombrado como nuevo cura párroco a Pantaleón García, y un viernes 25 de marzo de 1921 (Viernes Santo) el padre Pantaleón García presenta juramento en la curia diocesano. EL monseñor Sinforiano Bogarin en este acto de nombramiento del padre García encarga lo siguiente: «García usted me va a construir la nueva iglesia de Luque, vaya allá y dé comienzo a la obra», a lo que contestó «lo haré su excelencia».
En los inicios se organizó una comisión para realizar la obra a cargo del padre Don Tomas Aveiro, se diseñaron los planos del nuevo templo a cargo de los ingenieros Albino Mernes y el arquitecto Miguel Ángel Alfaro en marzo de 1922. Pero estos no concluyeron la obra.
Pero recién entre julio y agosto de 1924, a pedido de Padre García, solicita al italiano «Pbro. Arquitecto Ernesto Vespignami Bartoli» de los salesianos de Buenos Aires, se realiza la confección del plano del templo.
El 16 de enero de 1928 se inicia la gran obra y fue demolido la parte del viejo templo. Luego la obra es de nuevo suspendida por la Guerra del Chaco 1932 y se reanuda en 1934. Un domingo 30 de julio de 1939, se concluye las obras y en una ceremonia solemne se bendice el nuevo templo. 
El Sacerdote Pantaleón García protagonista de la finalización, nació en Villarrica el 27 de julio de 1890 y fallece a los 82 años el 14 de mayo de 1973 en Luque.